# Johan August Sandels

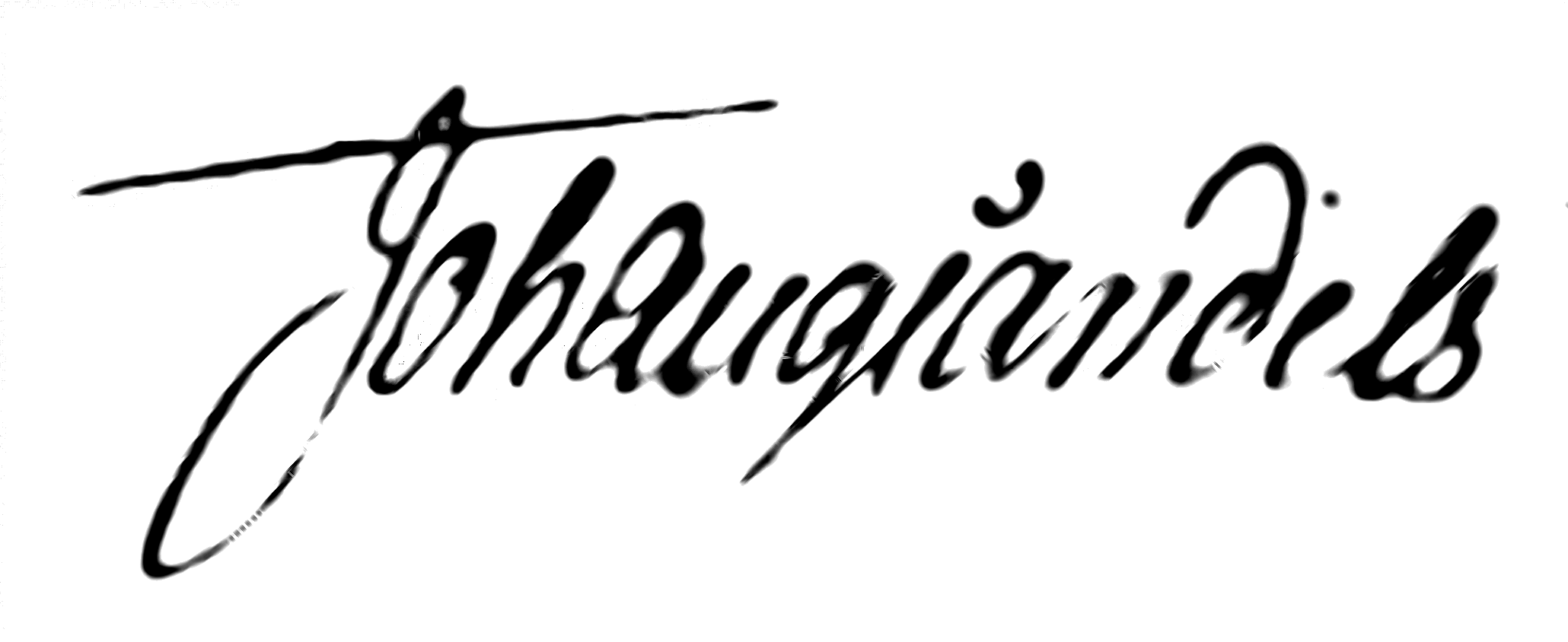
Handtekening

Johan August Sandels (Stockholm, 31 augustus 1764 - Stockholm, 22 januari 1831) was een Zweeds graaf, gouverneur en veldmaarschalk. Hij verwierf faam door zijn optreden tijdens de Finse Oorlog (1808-1809) en was onder andere gouverneur-generaal van Zweeds-Pommeren (1812-1815), waarnemend gouverneur van Stockholm (1815), voorzitter voor de adel in het Zweedse parlement (1817-1818) en gouverneur-generaal en premier van Noorwegen (1818-1827).

## Biografie
Johan August Sandels was een zoon van Samuel Sandel, een Zweeds moleneigenaar die lid was van de Kungliga Vetenskapsakademien en in 1772 werd geridderd, en Catharina Elisabeth Brandt, een dochter van Georg Brandt, de ontdekker van het scheikundig element Kobalt.
In 1775 werd hij cadet bij de Artilleriregementet in Stockholm, een Zweeds artillerie-regiment, hij werd kapitein bij de Adelsfanan (Adellijk vaandel) in 1785, een adellijke cavalerie-eenheid, en in 1787 werd hij majoor bij de Karelska dragonkåren, een Karelische dragonders-eenheid. In 1799 werd hij kolonel, en hij nam in 1803 het bevel over van de Savolax fotjägarregemente, een infanterie-eenheid. In april 1808 werd hij generaal-majoor en bevelhebber van de Savolaxbrigaden, een infanterie-brigade, en in 1813 werd hij gepromoveerd tot luitenant-generaal. Van 1812 tot 1815 was hij gouverneur-generaal van Zweeds-Pommeren. In 1815 was hij waarnemend gouverneur van Stockholm en van 1817 tot 1818 voorzitter voor de adel in het Zweedse parlement. De adel was een van de vier huizen naast de geestelijkheid, burgerij en boeren. Van 1818 tot 1827 werd hij vervolgens gouverneur-generaal en premier van Noorwegen, dat in die tijd een unie vormde met Zweden, met een korte onderbreking van 11 april tot 1 november 1824 toen de positie werd vervuld door onderkoning Oscar I van Zweden. In 1824 werd hij uiteindelijk gepromoveerd tot veldmaarschalk, de laatste veldmaarschalk van Zweden.
In 1809 werd hij verheven tot baron en in 1815 tot graaf. Hij kreeg de eretitel rijksheer en werd door het huis van adel verkozen tot Lantmarskalk (voorzitter), en was daarmee ook een van de voorzitters van het Zweedse parlement. In het Riddarhuset hangt een portret van Sandels.
Sandels was bevelhebber van de Savolaxbrigaden tijdens de Finse Oorlog van 1808-1809. Met deze brigade won hij de eerste Slag bij Koljonvirta op 27 oktober 1808. Deze slag wordt beschreven in enkele gedichten in de dichtbundel Fänrik Ståls sägner van Johan Ludvig Runeberg, waaronder Sandel, luitenant Zidén en Sven Dufva. In de gedichten van Runeberg valt de vijand aan tijdens een feest, terwijl Sandels dooreet. Hij wordt beschuldigd van lafheid, waarna hij ten strijde trekt en de vijand verslaat.
Als beloning voor zijn diensten kreeg hij land in toenmalig Zweeds-Pommeren.
Hij was getrouwd met barones Elisabeth Ulrika Hermelin, dochter van Samuel Gustaf Hermelin, de eerste Zweedse vertegenwoordiger in de Verenigde Staten. Drie van zijn zonen werden uiteindelijk generaal, waaronder Samuel August Sandels.
De naam van de biersoort Sandels, gebrouwen door Olvi Oy sinds 1971, is afkomstig van Johan August Sandels. Op de flessen staan in het Zweeds en Fins humoristische korte verhalen over Sandels liefde voor bier en eten. In de Finse plaats Rantsila staat een standbeeld van Sandels.

## Onderscheidingen
- En af rikets herrar (Nederlands: Rijksheer, Engels: Lord of the Realm), hoge voormalige Zweedse eretitel die bestond tussen 1772 en 1868. De titel, die bij de naam gevoerd kon worden, bracht geen voordelen of verplichtingen.
- Commandeur in de Orde van de Serafijnen
- Commandeur grootkruis in de Orde van het Zwaard,

## Afbeeldingen

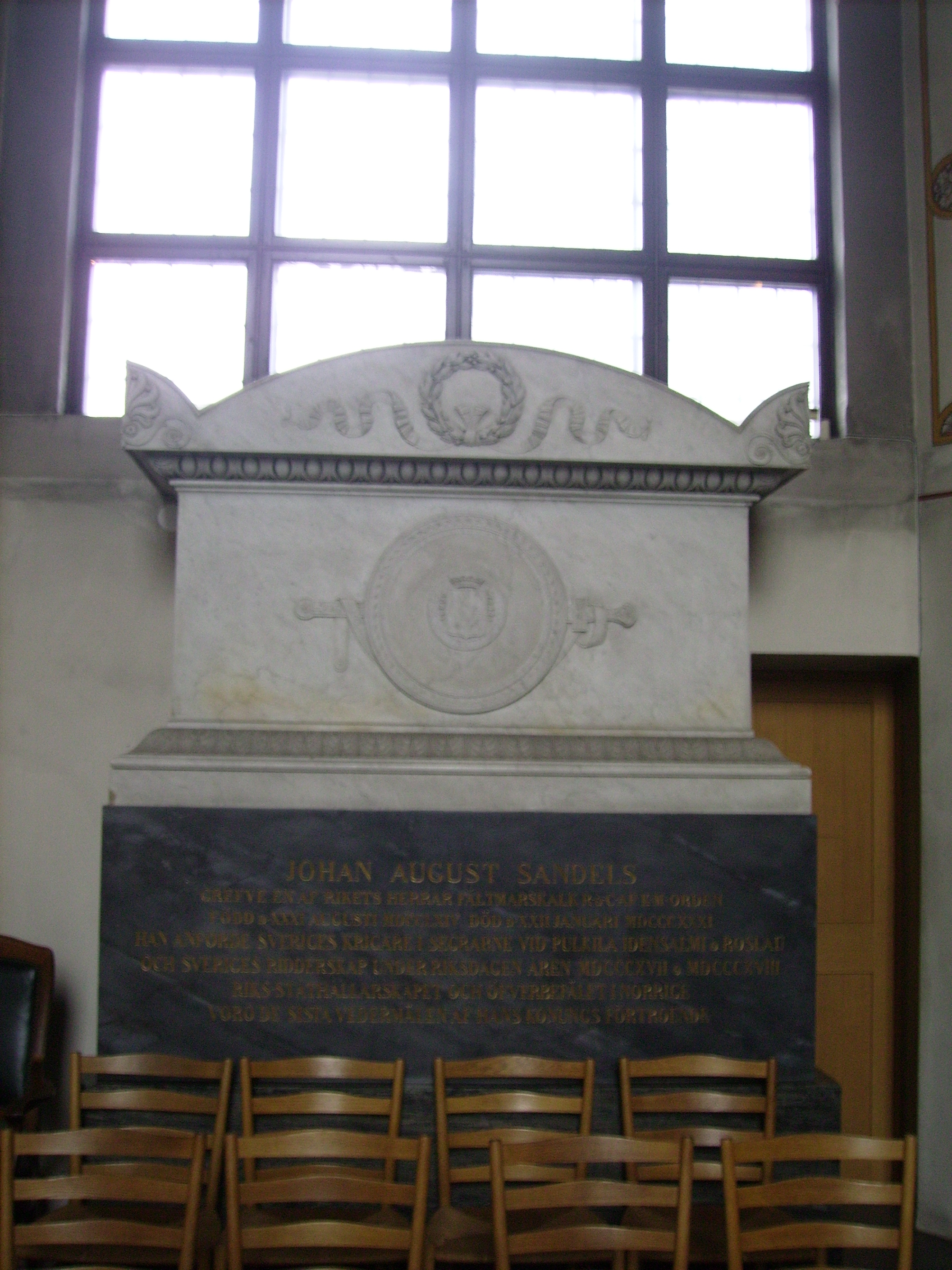
Graf in de Klara kyrka in Stockholm
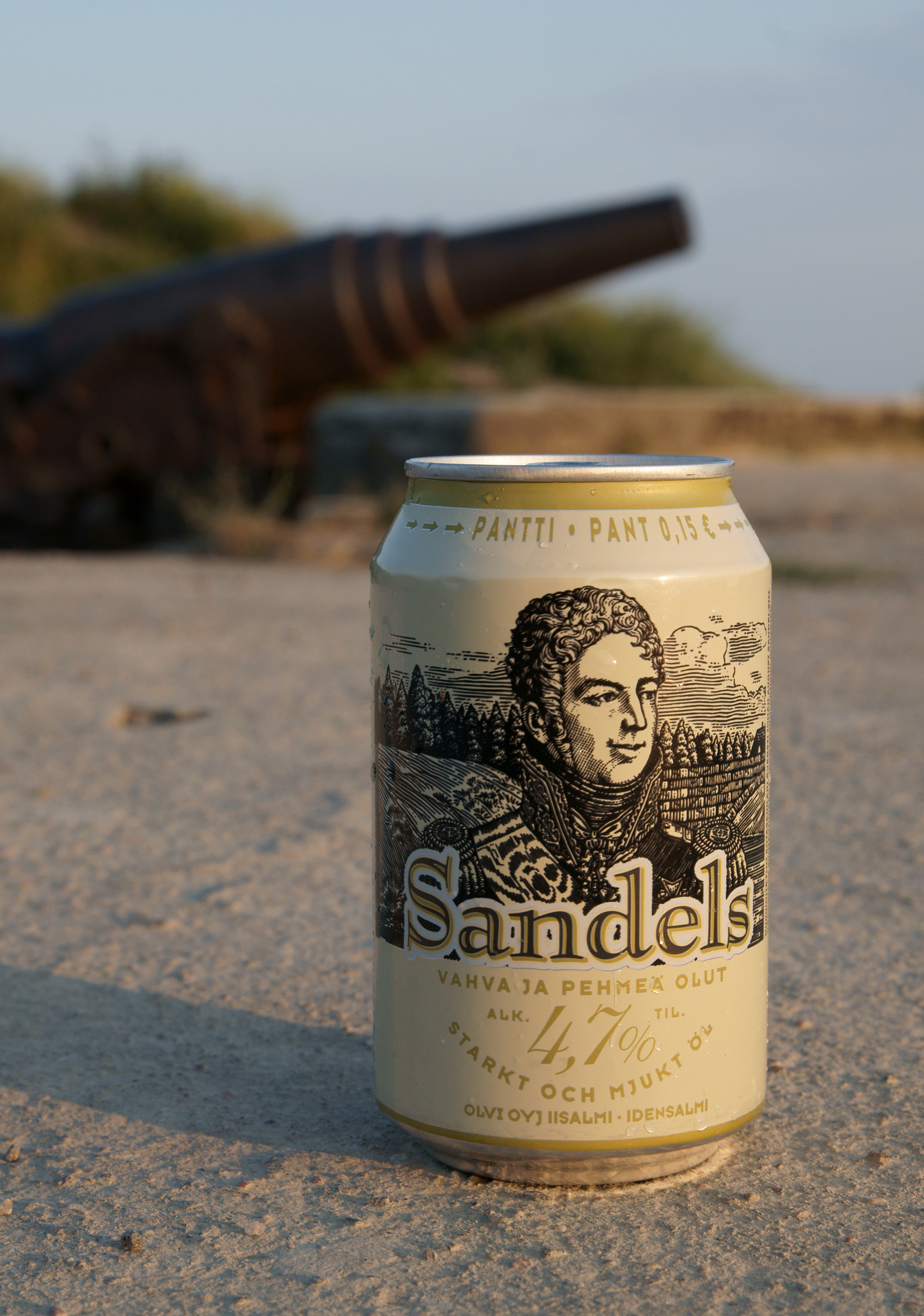
Biermerk Sandels met een afbeelding van Johan August Sandels
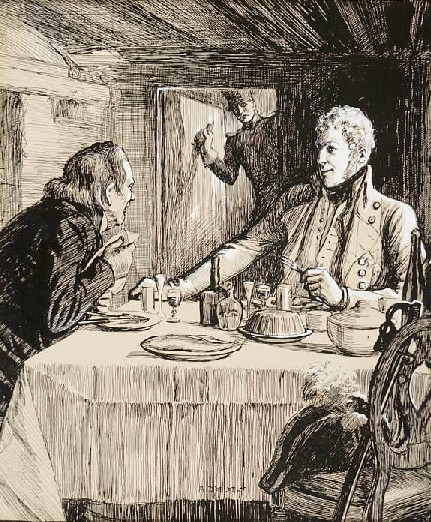
Johan August Sandels, tekening door Albert Edelfelt
Zwaard van Sandels in het Livrustkammaren museum.